# Cat Island
Cat Island is een eiland en district van de Bahama's. Cat Island telt ongeveer 1700 inwoners. Op Cat Island ligt het hoogste punt van de Bahama's, Mount Alvernia van 63 meter hoogte. De belangrijkste plaatsen van bewoning zijn Arthur's Town, Orange Creek, en Port Howe. Het eiland heeft een vliegveld (IATA-code: CAT). 
Het eiland leefde oorspronkelijk van de katoenteelt, ondertussen leven de meeste mensen van de landbouw. Op het eiland wordt de schors van de cascarilla, bekend om zijn geneeskrachtige en aromatische eigenschappen, verzameld en uitgevoerd naar Italië. Daar wordt het onder andere gebruikt in de samenstelling van Campari.